# Гунайка Четвёртая
Гунайка Четвертая — село в Туапсинском районе Краснодарского края.
Входит в состав Октябрьского сельского поселения.

## География
Село расположено на левом берегу реки Гунайка в 16 км от посёлка Октябрьский и в 63 км от города Туапсе. 

## История
Село Четвёртая Гунайка Октябрьского сельского Совета Туапсинского района Краснодарского края в 1972 году имело 128 дворов.
На 1 января 1987 года в селе проживало 188 человек. 

## Население
| 1999 | 2002 | 2010 |
| ---- | ---- | ---- |
| 245  | ↘202 | ↘169 |

## Улицы
- ул. Кузнечная,
- ул. Лесная,
- ул. Нагорная,
- ул. Садовая,
- ул. Школьная.

## Природные катаклизмы
В конце октября 2018 года смерч выбросил воду на вершину горы Сардепе (высота над уровнем моря 1035 м.), потоки воды, камней, деревьев и грунта стремительно пошли вниз по руслу ручья. Несколько дворов и домов по улице Садовая были подтоплены, русло ручья изменилось и проходило по огородам жилых участков. 